# Bohemians Praha
Pour l’article homonyme, voir Bohemians 1905.
Maillots
Le FC Bohemians Prague est un club de football tchèque basé à Střížkov, un quartier de Prague. Il est fondé en 1996 sous le nom FC Střížkov Praha 9 et, en 2005, il est renommé en FC Bohemians Praha. Sa section masculine de football est dissoute à l'issue de la saison 2015-2016, tandis que la section féminine continue d'exister.

## Palmarès et statistiques

### Palmarès
| Compétitions nationales                                                                                                   | Compétitions régioionales |
| - Championnat de Tchéquie de D1 : - Meilleur classement : 13e en 2009 - Championnat de Tchéquie de D2 : - Champion : 2008 | - Championnat de Tchéquie de D3 : - Champion : 2007, 2011, 2015 - Vice-champion : 2001 - Championnat de Tchéquie de D4 : - Vice-champion : 1999 (groupe B) - Championnat de Tchéquie de D5 : - Champion : 2016 |

## Joueurs et personnalités du club

### Entraîneurs
Le tableau suivant présente la liste des entraîneurs du club depuis 2005.
| Rang | Nom             | Période   |
| ---- | --------------- | --------- |
| 1    | Daniel Šmejkal  | 2005      |
| 2    | Vladimír Hruška | 2005-2006 |
| 3    | Luboš Urban     | 2006-2007 |
| 4    | Radim Nečas     | 2007-2008 |

| Rang | Nom               | Période   |
| ---- | ----------------- | --------- |
| 1    | Luboš Urban       | 2008-2009 |
| 2    | Robert Žák        | 2009-2010 |
| 3    | Jaromír Jindráček | 2010-2011 |
| 4    | František Barát   | 2011-2012 |

| Rang | Nom               | Période   |
| ---- | ----------------- | --------- |
| 1    | Jaromír Jindráček | 2012-2013 |
| 2    | Ivan Pihávek      | 2013      |
| 3    | Miloš Sazima      | 2013-2014 |
| 4    | Roman Veselý      | 2014-2015 |

| Rang | Nom               | Période   |
| ---- | ----------------- | --------- |
| 1    | Jaromír Jindráček | 2015-2016 |

### Joueurs emblématiques
- Jan Halama
- Dmitry Lentsevich
- Valeriu Andronic
- Aziz Ibragimov
- Jimmy Modeste